# Travis Frederick
Travis Frederick (Sharon, Wisconsin, 18 de marzo de 1991) es un exjugador profesional de fútbol americano estadounidense que jugó en la posición de center con los Dallas Cowboys de la National Football League (NFL).

## Biografía
Frederick asistió a la preparatoria Big Foot High School en Walworth, Wisconsin, donde practicó fútbol americano y atletismo de pista y campo. Al finalizar la preparatoria, fue considerado como un atleta de tres estrellas y el 83° mejor offensive tackle de la nación por Rivals.com.
Posteriormente, asistió a la Universidad de Wisconsin donde jugó con los Wisconsin Badgers desde 2009 a 2012. Allí se convirtió en el primer estudiante de primer año en la historia de los Badgers en comenzar un juego como titular de la línea ofensiva, cuando se alineó en el centro contra Northern Illinois. Jugó en un total de cinco partidos, cuatro de ellos como titular (dos en el centro y dos en la guardia izquierda).
Posteriormente reemplazó a John Moffitt, comenzando 11 de 13 juegos como guardia izquierdo. Durante dos partidos, tuvo que sustituir a Peter Konz en el centro.
Tras la partida de Konz en el Draft de la NFL de 2012, Frederick ocupó la posición de centro en los 13 juegos de su temporada júnior y fue nombrado al primer equipo All-American por Pro Football Weekly.

## Carrera

### Dallas Cowboys
Frederick fue seleccionado por los Dallas Cowboys en la primera ronda (31° selección general) del Draft de la NFL de 2013 y firmó un contrato con el equipo por cuatro años y $6.87 millones.
En su temporada de novato, Frederick fue nombrado centro titular del equipo en detrimento de Phil Costa, y se convirtió en el primer novato de los Cowboys en iniciar todos los juegos de la temporada regular en dicha posición.
En 2014, nuevamente inició los 16 juegos para la segunda mejor ofensiva terrestre de la NFL, y ayudó al corredor DeMarco Murray a convertirse en el líder en yardas por acarreos de la liga, por lo que fue nombrado a su primer Pro Bowl y al segundo equipo All-Pro.
En 2015, Frederick fue convocado a su segundo Pro Bowl y fue nombrado al segundo equipo All-Pro por segunda temporada consecutiva, a pesar de perder al líder corredor DeMarco Murray en la agencia libre. Frederick y compañía lideraron el noveno mejor ataque terrestre de la NFL y su compañero de equipo Darren McFadden terminó cuarto en la liga con 1,089 yardas por tierra.
El 13 de agosto de 2016, Frederick firmó un contrato de seis años y $56.4 millones, convirtiéndose en el centro mejor pagado de la liga. En la temporada regular, fue nombrado a su tercer Pro Bowl consecutivo y fue nombrado All-Pro del primer equipo; ambos honores fueron compartidos por dos de sus compañeros de la línea ofensiva de los Cowboys, Zack Martin y Tyron Smith. El trío ayudó al corredor novato Ezekiel Elliott a liderar la liga con 1,631 yardas por tierra y a anotar 15 touchdowns.
En 2017, Frederick fue nombrado a su cuarto Pro Bowl consecutivo junto al guardia Zack Martin y el tackle Tyron Smith por cuarto año consecutivo.
El 22 de agosto de 2018, Frederick fue diagnosticado con el síndrome de Guillain–Barré, una enfermedad neurológica. Estuvo inactivo las primeras cuatro semanas de la temporada, pero eventualmente fue colocado en la lista de reservas por enfermedad.
En 2019, Frederick volvió al equipo y fue titular en los 16 juegos de temporada regular; también fue nombrado a su quinto Pro Bowl.
El 23 de marzo de 2020, Frederick anunció su retiro como jugador profesional.